# 한울빛도서관
한울빛도서관은 경기도 부천시 소사구 소사본동 소재의 시립 도서관이다.

## 연혁
- 2008년 9월 20일 한울빛도서관 개관.
- 2009년 국립중앙도서관 주관'공공도서관 협력업무 최우수기관' 선정.
- 2013년 10월 통합 도서관리 정보시스템 구축(32개 기관).

## 시설현황
- 3층: 천체투영실, 문화강좌실, 1열람실(일반), 2열람실(남학생), 3열람실(여학생), 매점, 휴게실
- 2층: 종합자료실, 정기간행물실, 서고, 신문열람코너, 사무실
- 1층: 아동자료실, 유아자료실, 책 읽어주는 방, 전자정보실, 북카페
- 지하1층: 시청각실, 보존서고, 기계/전기/발전/저수/감시실

## 이용 안내
이용 시간
| 구분                   | 월~목요일   | 토·일요일   |
| ---------------------- | ----------- | ----------- |
| 아동자료실, 유아자료실 | 09:00~18:00 | 09:00~17:00 |
| 종합자료실             | 09:00~22:00 | 09:00~17:00 |
| 열람실                 | 07:00~22:00 | 07:00~22:00 |

휴관일
- 매주 금요일
- 일요일을 제외한 법정공휴일(단, 국경일이 일요일인 경우 휴관)